# 잘차흐강

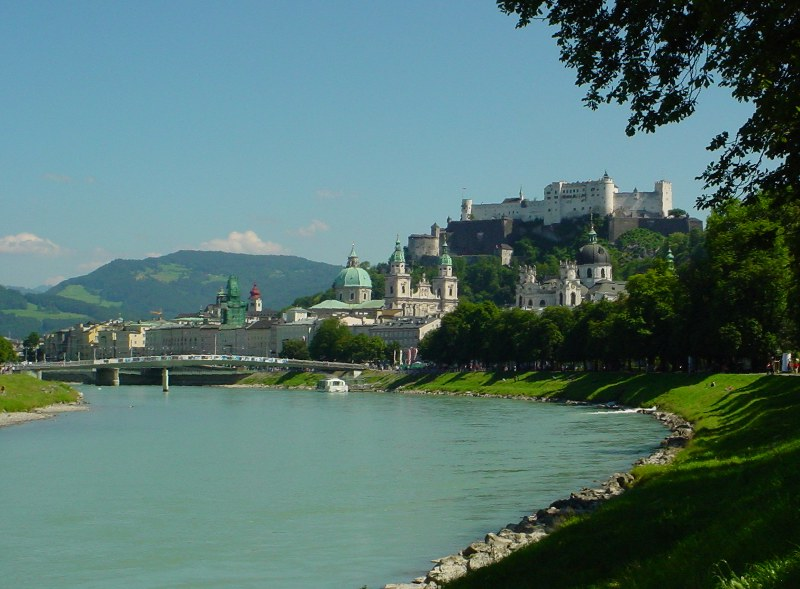
오스트리아 잘츠부르크에서 본 잘차흐강

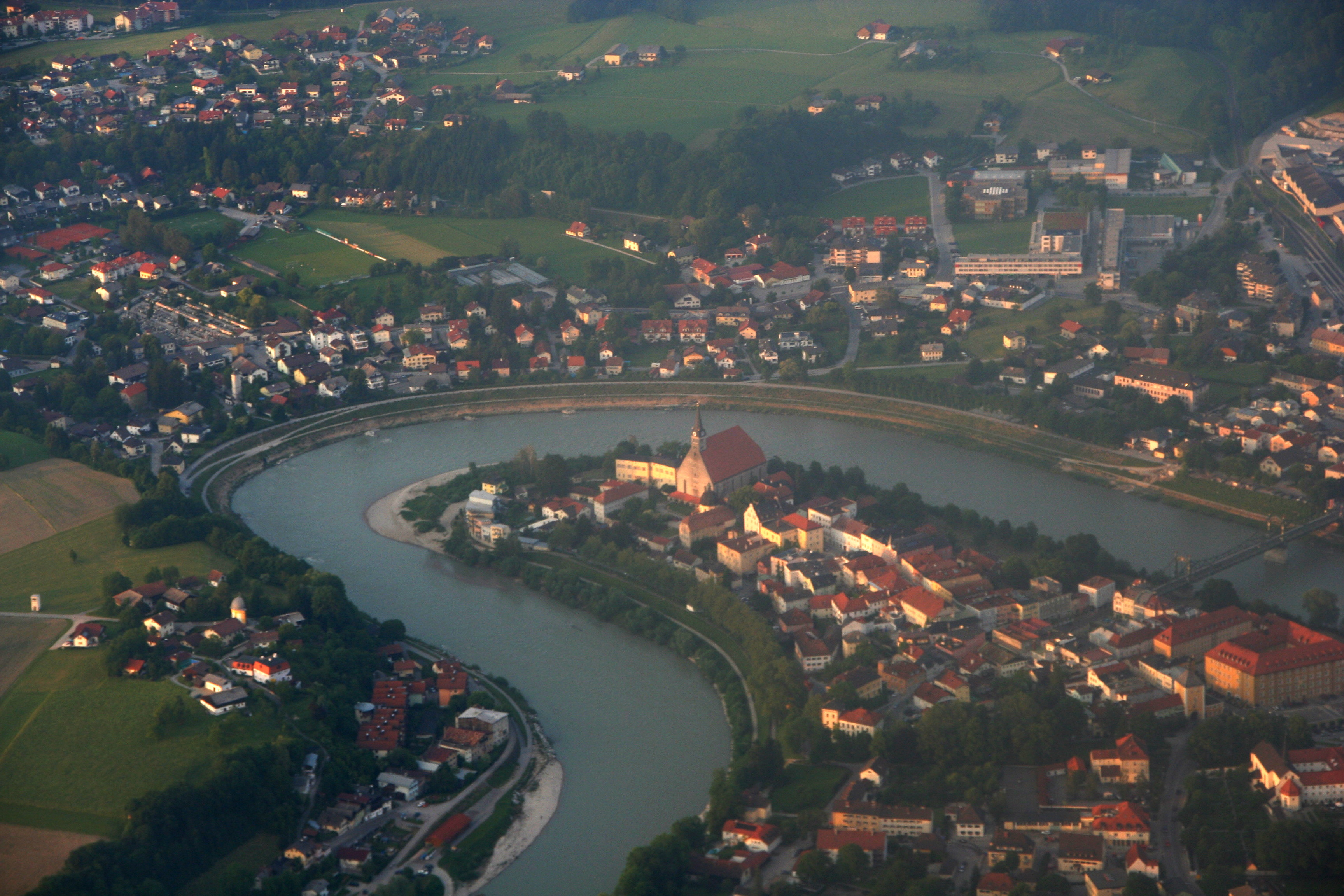
독일 바이에른주에서 본 잘차흐강

잘차흐강(독일어: Salzach)은 오스트리아와 독일의 강으로 길이는 225 km, 유역 면적은 6,700 km2, 평균 유랑은 251 m3/s이다. 인강의 지류이며 잘차흐강과 접한 주요 도시로는 오스트리아 잘츠부르크가 있다.
강 이름은 독일어로 "소금"을 뜻하는 '잘츠'(Salz)에서 유래된 이름이다. 이는 19세기에 잘츠부르크-티롤 철도가 개통되기 전까지 선박을 이용한 소금 수송이 있었던 데서 유래된 이름이다.
오스트리아 잘츠부르크주의 크리믈(Krimml) 근교에 위치한 키츠뷔엘알프스산맥(Kitzbühel Alps) 기슭에서 발원하여 독일 바이에른주를 흐른 다음에 도나우강과 합류한다.